# Wild Tales
Wild Tales (originaltitel: Relatos salvajes) är en argentinsk–spansk–fransk–brittisk komedifilm (svart komedi) från 2014 i regi och med manus av Damián Szifrón. I rollerna finns bland andra Ricardo Darín, Óscar Martínez, Leonardo Sbaraglia, Érica Rivas, Rita Cortese, Julieta Zylberberg och Darío Grandinetti. Wild Tales är producerad av bland andra Agustín Almodóvar och Pedro Almodóvar och har musik komponerad av Gustavo Santaolalla.
Filmen är en episodfilm med sex fristående delar som alla har gemensamt att de skildrar våld och hämnd.
Inför Oscarsgalan 2015 nominerades Wild Tales i kategorin Bästa icke-engelskspråkiga film.

## Rollista i urval
- Ricardo Darín – Simón Fisher (avsnittet Bombita)
- Óscar Martínez – Mauricio Pereyra Hamilton (avsnittet La propuesta)
- Leonardo Sbaraglia – Diego Iturralde (avsnittet El más fuerte)
- Érica Rivas – Romina (avsnittet Hasta que la muerte nos separe)
- Rita Cortese – Cook (avsnittet Las ratas)
- Julieta Zylberberg – Waitress (avsnittet Las ratas)
- Darío Grandinetti – Salgado (avsnittet Pasternak)
- María Onetto – Helena Pereyra Hamilton (avsnittet La propuesta)
- Nancy Dupláa – Victoria Malamud (avsnittet Bombita)
- Osmar Núñez – Lawyer (avsnittet La propuesta)
- César Bordón – Cuenca (avsnittet Las ratas)
- Diego Gentile – Ariel (avsnittet Hasta que la muerte nos separe)
- María Marull – Isabel (avsnittet Pasternak)
- Germán de Silva – Casero (avsnittet La propuesta)
- Diego Velázquez – Fiscal (avsnittet La propuesta)
- Walter Donado – Mario (avsnittet El más fuerte)
- Mónica Villa – Profesora Leguizamón (avsnittet Pasternak)